# Reichenbach (Bibert)
Der Reichenbach ist ein 8,7 km langer, linker Zufluss der Bibert im mittelfränkischen Landkreis Fürth in den Gebieten der Gemeinde Großhabersdorf, des Marktes Cadolzburg und des Marktes Ammerndorf.

## Geographie

### Verlauf
Der Reichenbach entspringt südwestlich von Oberreichenbach. 
Östlich dieses Ortes kommt von links ein Zulauf hinzu. Der Bach verläuft erst nördlich des Latterbucks (374 m) und im Ganzen südlich des Cadolzburger Höhenzugs. Er durchquert Hornsegen, Ballersdorf und Rütteldorf. Dann kommt von links der Deberndorfer Bach herein. In Vogtsreichenbach mündet dann von links der Zautendorfer Bach ein. Südlich von Ammerndorf und nördlich von Neuses befindet sich die Mündung in die Bibert.

### Zuflüsse
Von der Quelle zur Mündung. Längen nach Eigenmessung auf dem BayernAtlas
- Schwarzenbach (rechts), 3,2 km
- Deberndorfer Bach (links), 2,9 km
- Zautendorfer Bach (links), 2,3 km
- Steinbacher Bächl (links), 3,4 km

### Flusssystem Bibert
- Fließgewässer im Flusssystem Bibert